# Am Kirchenweg
Am Kirchenweg, auch Am Kirchweg, ist ein kleiner Wohnplatz auf der Gemarkung der Wertheimer Ortschaft Sachsenhausen im Main-Tauber-Kreis in Baden-Württemberg.

## Geographie
Der Wohnplatz Am Kirchenweg liegt auf der Hochebene zwischen dem Tal der Tauber im Osten und dem des Wildbachs weiter im Westen auf etwa 313 m ü. NHN etwa einen Kilometer nordwestlich von Sachsenhausen. Er hat drei Hausnummern und umfasst zusätzlich etliche Nebengebäude. Der Ende des 19. Jahrhunderts noch nicht bestehende Ort ist eine Gruppe von Aussiedlerhöfen, worunter einer ein Pferdehof ist. Der Spitalgraben entwässert die im südlichen Nahbereich Wiesen, insgesamt überwiegend Äcker umfassende Gemarkung ostwärts in Richtung Tauber.

## Geschichte
Der Wohnplatz kam als Teil der ehemals selbständigen Gemeinde Sachsenhausen am 1. Dezember 1972 zur Stadt Wertheim.

## Kulturdenkmale
Kulturdenkmale in der Nähe des Wohnplatzes sind in der Liste der Kulturdenkmale in Wertheim verzeichnet.

## Verkehr
Der Wohnplatz liegt beidseits der blind endenden Straße Am Kirchweg (!), der Fortsetzung der Straße Zu den Aussiedlerhöfen von der L 2829 Sachsenhausen–Vockenrot im Osten her; eine weitere kurze Straße führt zur L 2879 im Süden.